# Обсерватория Коллурания

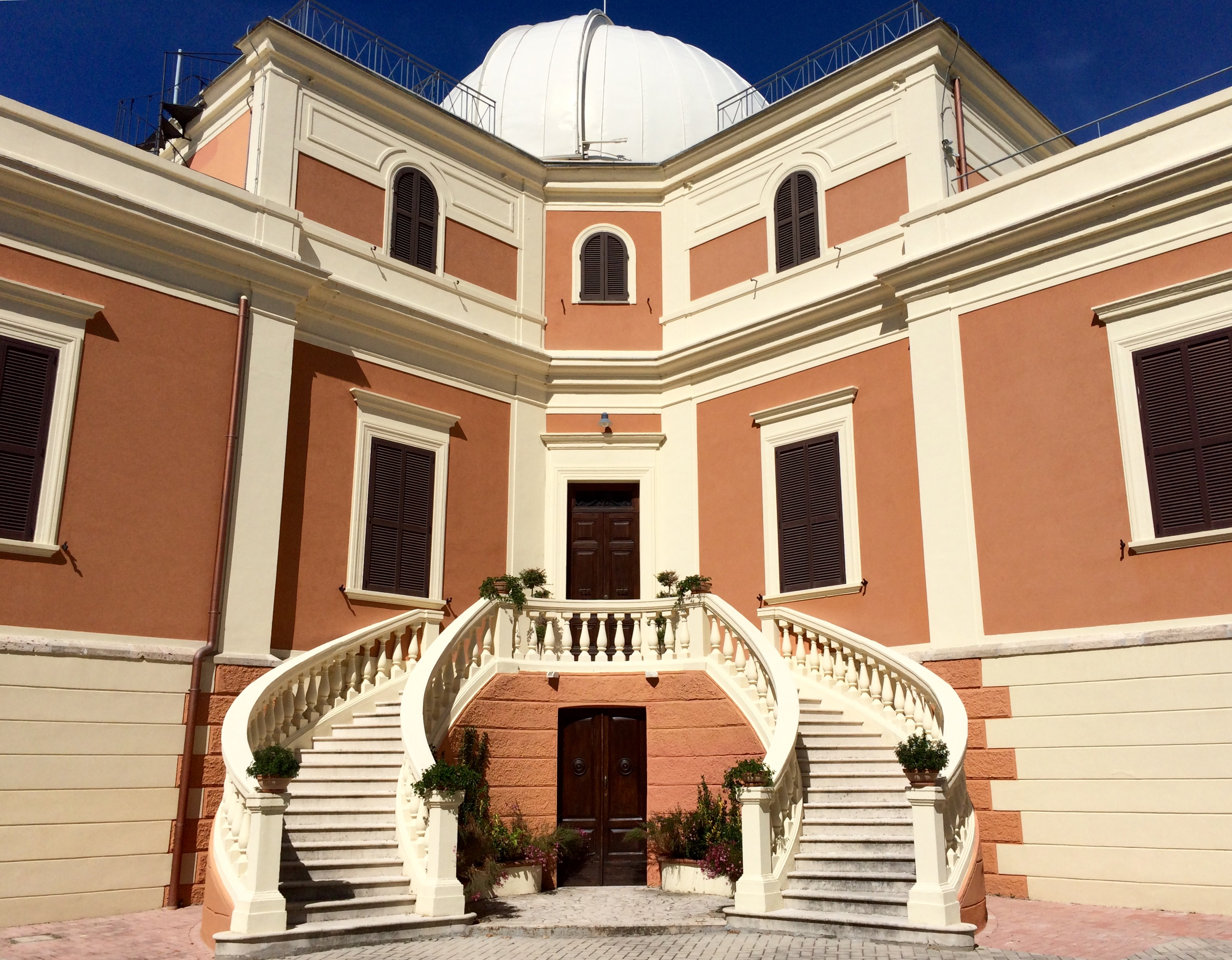
Здание обсерватории

Обсерватория Коллурания — астрономическая обсерватория, основанная в 1891 году в Терамо, Абруццо, Италия. Принадлежит Национальному Институту Астрофизики (INAF).

## Руководители обсерватории
- 1890—1927 — Винченцо Черулли — основатель обсерватории
- 1923—1926 — Giovanni Zappa
- 1926—1941 — it:Mentore Maggini
- 1941—1956? — Giovanni Peisino
- 1956−1974 — Piero Tempesti
- 1974—1987 — Mario Rigutti
- с 1987 года — Vittorio Castellani

## История обсерватории
Обсерватория была основана в 1890—1891 годах Винченцо Черулли в статусе частной на земле, принадлежащей его семье. Впоследствии обсерватория была передана государству (в 1917—1919 годах) и получила имя её основателя. В данный момент принадлежит Национальному институту астрофизики (INAF). Обсерватория Коллурания участвует в проекте по работе с АЗТ-24 с Станции Кампо-Императоре ГАО РАН.

## Инструменты обсерватории
- 40-сантиметровый рефрактор Кука (1896 год)
- 80-сантиметровый телескоп «Teramo Normale Telescope-TNT» (1994 год)

## Направления исследований
- Поиск марсианских каналов (не найдены)
- двойные звёзды
- астероиды
- вычисление орбит малых планет
- Астрофотография в научных целях
- Интерферометрия
- Фотоэлектрическая фотометрия
- Звездная астрономия (основное направление в начале XXI века)

## Основные достижения
- Подтверждение медленного вращения Венеры вокруг своей оси.
- 2 октября 1910 был открыт астероид № 704, которому дали название Интерамния.
- Участие в программе определения солнечного параллакса по наблюдениям астероида (433) Эрос.

## Интересные факты
- Рядом с обсерваторией Коллурания находится Станция ГАО РАН обсерватории Кампо-Императоре